# 郑州市第十一中学

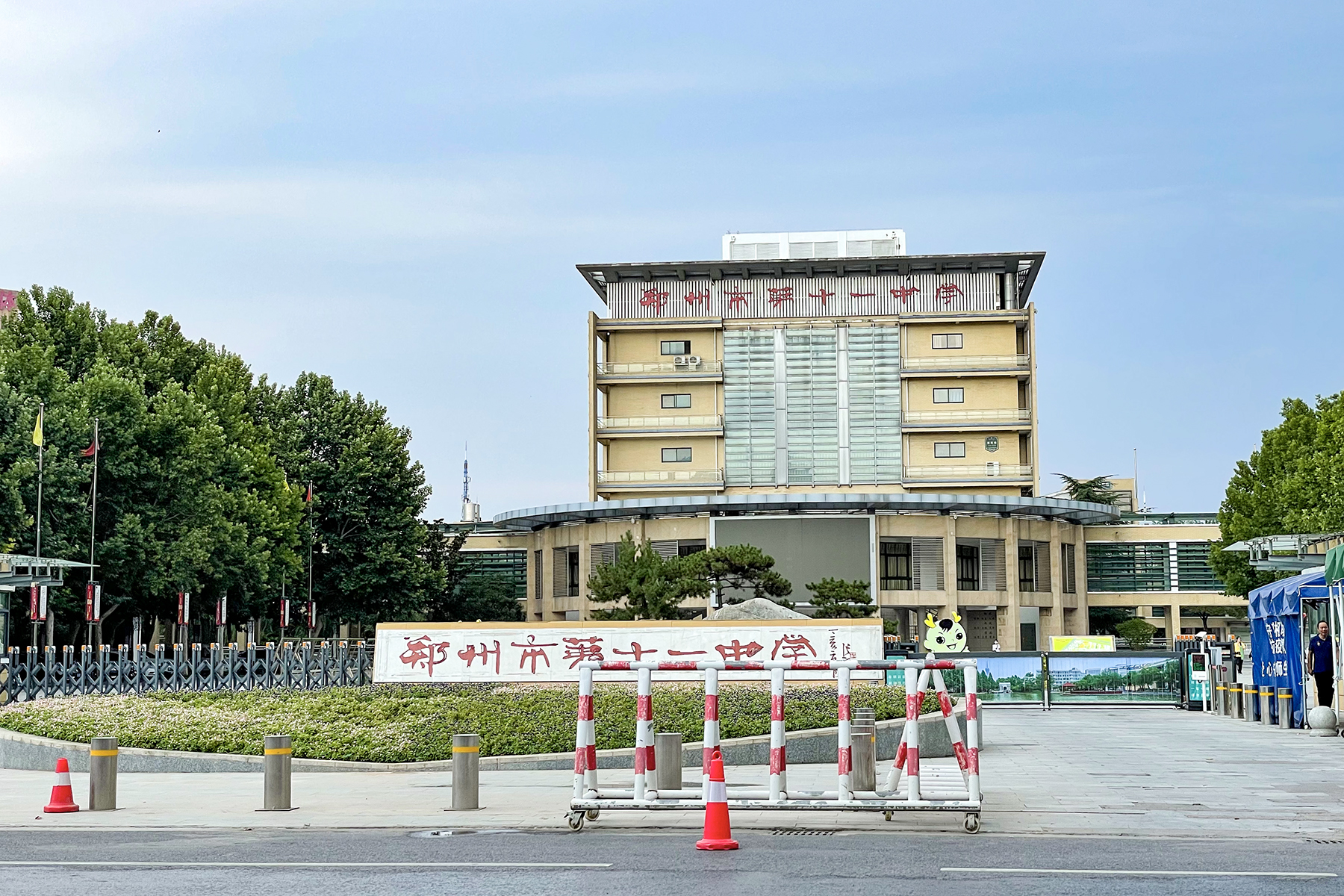
校园西门

郑州市第十一中学是河南省郑州市的一所高级中学，为河南省首批示范性普通高中。

## 历史
学校创办于1953年，时名“郑州市第三高级中学”，校址位于人民路。
1958年，全市中学统一排序，学校更名为“郑州市第十一中学”。
1968年，恢复春季招生。共招收4个年级12个班学生。
1975年9月，恢复秋季招生。改为初高中五年一贯制。
1980年，高中学制改制为三年，共计24个教学班。
1998年，经市教育局批准，按省重点高中标准招生。
2005年，学校获评为河南省首批示范性普通高中，同年位于郑州经济技术开发区的新校区建成并投入使用，并完成全国第九届中学生运动会足球比赛及接待任务。
2020年，被中央精神文明建设指导委员会授予“全国文明校园”荣誉称号。

## 校园文化

### 校训
求有知健体，达喻事明理。

### 校徽
校徽由蓝绿两色的“11”和红色的飘带组成。

## 知名校友[1]
- 葛新爱：乒乓球运动员，曾获世界乒乓球锦标赛冠军
- 张泽群：中央电视台主持人
- 李伟：思念食品创始人兼董事长
- 刘洋：中国第一位女性航天员
- 张凌云：凤凰卫视咨询台助理台长

## 现任领导
- 校长：郭勤学
- 党委书记：杨志娟
- 副校长：王冬魁、张磊、弋松伟
- 纪委书记：马彦昌